# Zerovella taiwanica
Zerovella taiwanica är en stekelart som beskrevs av T.C. Narendran och Sheela 1994. Zerovella taiwanica ingår i släktet Zerovella och familjen kragglanssteklar.
Artens utbredningsområde är Taiwan. Inga underarter finns listade i Catalogue of Life.